# Andrés Mena
Andrés David Mena Montenegro (Quito, Ecuador; 7 de septiembre de 2000) es un futbolista ecuatoriano. Se desempeña como centrocampista y actualmente milita en El Nacional de la Serie A de Ecuador.

## Trayectoria
En el 2016 llega al Independiente del Valle, para jugar en las categorías sub-14, sub-16, sub-18, sub-20 y reserva. En 2019 es ascendido al plantel principal y en ese mismo año, formando parte del plantel del mismo equipo, se coronó campeón de la Copa Sudamericana 2019.
El 8 de enero de 2021, Mena fichó por el Rangers de la Primera B de Chile, equipo que en ese entonces aún disputaba el campeonato del 2020, por lo que debería esperar al menos hasta la culminación de dicho campeonato. Posteriormente entrenaría con el plantel durante la pretemporada para el torneo 2021, pero no sería considerado por el técnico Luis Marcoleta como opción para participar en dicho torneo, por lo que se le buscaría una alternativa para ser enviado a préstamo hacia algún club de su país natal.
El 14 de julio de 2021 fue anunciado en Atlético Santo Domingo de la Serie B de Ecuador, donde llega cedido desde Rangers.
El 11 de febrero de 2022, Mena es anunciado en El Nacional.

## Estadísticas

### Clubes
Actualizado al último partido disputado el 15 de agosto de 2025.
| Club                              | Div.          | Temporada     | Liga  | Liga  | Copas nacionales | Copas nacionales | Copas internacionales | Copas internacionales | Total | Total |
| Club                              | Div.          | Temporada     | Part. | Goles | Part.            | Goles            | Part.                 | Goles                 | Part. | Goles |
| --------------------------------- | ------------- | ------------- | ----- | ----- | ---------------- | ---------------- | --------------------- | --------------------- | ----- | ----- |
| Independiente del Valle · Ecuador | 1.ª           | 2018          | 1     | 0     | —                | —                | —                     | —                     | 1     | 0     |
| Independiente del Valle · Ecuador | 1.ª           | 2019          | 1     | 0     | 1                | 0                | —                     | —                     | 2     | 0     |
| Independiente del Valle · Ecuador | 1.ª           | 2020          | 1     | 0     | —                | —                | —                     | —                     | 1     | 0     |
| Independiente del Valle · Ecuador | Total club    | Total club    | 3     | 0     | 1                | 0                | 0                     | 0                     | 4     | 0     |
| Independiente Juniors · Ecuador   | 2.ª           | 2019          | 9     | 0     | —                | —                | —                     | —                     | 9     | 0     |
| Independiente Juniors · Ecuador   | 2.ª           | 2020          | 8     | 1     | —                | —                | —                     | —                     | 8     | 1     |
| Independiente Juniors · Ecuador   | Total club    | Total club    | 17    | 1     | 0                | 0                | 0                     | 0                     | 17    | 1     |
| Rangers · Chile                   | 2.ª           | 2021          | 0     | 0     | 0                | 0                | —                     | —                     | 0     | 0     |
| Rangers · Chile                   | Total club    | Total club    | 0     | 0     | 0                | 0                | 0                     | 0                     | 0     | 0     |
| Atlético Santo Domingo · Ecuador  | 2.ª           | 2021          | 10    | 2     | —                | —                | —                     | —                     | 10    | 2     |
| Atlético Santo Domingo · Ecuador  | Total club    | Total club    | 10    | 2     | 0                | 0                | 0                     | 0                     | 10    | 2     |
| El Nacional · Ecuador             | 2.ª           | 2022          | 25    | 1     | 5                | 0                | —                     | —                     | 30    | 1     |
| 9 de Octubre F. C. · Ecuador      | 2.ª           | 2023          | 9     | 0     | 0                | 0                | —                     | —                     | 9     | 0     |
| 9 de Octubre F. C. · Ecuador      | Total club    | Total club    | 9     | 0     | 0                | 0                | 0                     | 0                     | 9     | 0     |
| El Nacional · Ecuador             | 1.ª           | 2024          | 2     | 0     | 0                | 0                | 1                     | 0                     | 3     | 0     |
| El Nacional · Ecuador             | 1.ª           | 2025          | 4     | 0     | 0                | 0                | 0                     | 0                     | 4     | 0     |
| El Nacional · Ecuador             | Total club    | Total club    | 31    | 1     | 5                | 0                | 1                     | 0                     | 37    | 1     |
| Total carrera                     | Total carrera | Total carrera | 70    | 4     | 6                | 0                | 1                     | 0                     | 77    | 4     |
| 1. 2.                             |               |               |       |       |                  |                  |                       |                       |       |       |

### Participaciones internacionales
| Copa                             | Club                    | Resultado |
| -------------------------------- | ----------------------- | --------- |
| Copa Sudamericana 2019           | Independiente del Valle | Campeón   |
| Copa Libertadores Sub-20 de 2020 | Independiente del Valle | Campeón   |

## Palmarés

### Campeonatos nacionales
| Título             | Club        | Año  |
| ------------------ | ----------- | ---- |
| Serie B de Ecuador | El Nacional | 2022 |

### Campeonatos internacionales
| Título                   | Club                    | Año  |
| ------------------------ | ----------------------- | ---- |
| Copa Sudamericana        | Independiente del Valle | 2019 |
| Copa Libertadores Sub-20 | Independiente del Valle | 2020 |